# Sara Giraudeau
Pour les articles homonymes, voir Giraudeau.
Sara Giraudeau est une actrice française, née le 1er août 1985 à Boulogne-Billancourt.
En 2007, elle reçoit le  Molière de la révélation théâtrale pour La Valse des pingouins, en 2018 le César de la meilleure actrice dans un second rôle pour Petit Paysan et, en 2023, le Molière de la comédienne dans un spectacle de théâtre public pour Le Syndrome de l'oiseau.

## Biographie
Fille d’Anny Duperey et de Bernard Giraudeau, elle a un frère aîné, Gaël.
Née dans le milieu artistique théâtral et cinématographique français, elle apparaît pour la première fois au cinéma à l'âge de dix ans dans le film Les Caprices d'un fleuve réalisé par son père.
Après un baccalauréat littéraire, elle intègre à dix-sept ans l'école d'art dramatique Jean Périmony à Paris.

### Vie privée
Elle vit avec l'acteur Simon Hubert, avec qui elle a trois filles : l'aînée naît le 22 mai 2011, la deuxième naît le 28 juin 2016, jour de l'anniversaire de sa grand-mère maternelle Anny Duperey, et leur troisième fille en mars 2022.

## Carrière
Elle débute au théâtre en 2005-2006 dans une mise en scène d'Isabelle Rattier des Monologues du vagin d'Eve Ensler au Petit Théâtre de Paris, partageant la scène avec Micheline Dax et Marie-Paule Belle, puis elle s'illustre dans des pièces plus classiques telles que La Nuit des rois de William Shakespeare en 2009 ou encore Colombe et L'Alouette de Jean Anouilh en 2010 et 2012.
C'est en 2007 que sa carrière prend de l'envergure grâce à la pièce La Valse des pingouins de Patrick Haudecœur, une comédie musicale burlesque pour laquelle elle reçoit le Molière de la révélation théâtrale lors de la Nuit des Molières du 14 mai 2007, ainsi que le Prix Raimu de la révélation.
En 2013, elle incarne au théâtre La Bruyère la romancière américaine Zelda Sayre, auprès de Julien Boisselier interprétant Francis Scott Fitzgerald, dans la pièce biographique musicale Zelda & Scott mise en scène par l'auteur et acteur Renaud Meyer,.
En 2015, elle joue dans la série de Canal+ Le Bureau des légendes réalisée par Éric Rochant : elle y interprète Marina Loiseau, jeune polytechnicienne chargée d'infiltrer les secrets nucléaires iraniens,.
Parallèlement à ses activités de comédienne, elle donne sa voix aux publicités Crédit agricole en 2017, se met à l'écriture d'un court métrage ainsi que d'un livre pour enfants et l'année suivante devient membre du jury du Festival du cinéma américain de Deauville 2018.
Début 2018, elle reçoit le César de la meilleure actrice dans un second rôle pour son interprétation dans Petit Paysan, tandis que le réalisateur Hubert Charuel se voit également décerner le César du meilleur premier film et le comédien Swann Arlaud celui du Meilleur acteur,,.
En mai 2018 sort en salles le thriller Et mon cœur transparent, adaptation du roman de Véronique Ovaldé par les frères David et Raphaël Vital-Durand, dans lequel elle retrouve son partenaire de scène Julien Boisselier,.

### Engagements sociaux
Sara Giraudeau est marraine de l'association Le Rire médecin depuis 2007 sur laquelle elle réalise un documentaire en 2018.

## Filmographie

### Cinéma

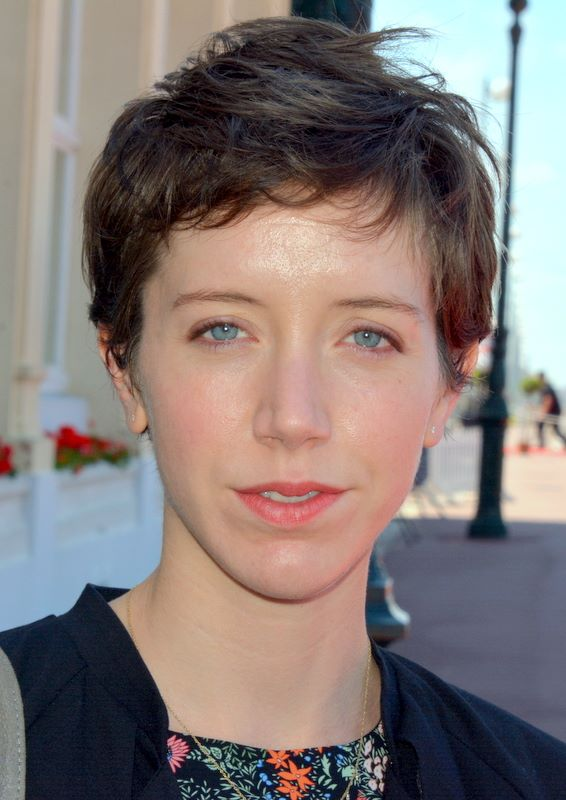
Sara Giraudeau en 2015 au festival du film de Cabourg.

- 1996 : Les Caprices d'un fleuve de Bernard Giraudeau : La petite demoiselle
- 2010 : Imogène McCarthery d'Alexandre Charlot et Franck Magnier : Nancy Nankett
- 2010 : Mémoires d'une jeune fille dérangée (court métrage) de Keren Marciano : Lola
- 2013 : Denis de Lionel Bailliu : Nathalie
- 2014 : La Belle et la Bête de Christophe Gans : Clotilde
- 2015 : Les Bêtises de Rose et Alice Philippon : Sonia
- 2016 : Rosalie Blum de Julien Rappeneau : Cécile
- 2016 : Vendeur de Sylvain Desclous : Chloé
- 2016 : Papa ou Maman 2 de Martin Bourboulon : Bénédicte
- 2017 : Petit Paysan d'Hubert Charuel : Pascale
- 2017 : Et mon cœur transparent de David Vital-Durand et Raphaël Vital-Durand : Marie-Marie
- 2019 : Les Traducteurs de Régis Roinsard : Rose-Marie Houeix
- 2019 : Les Envoûtés de Pascal Bonitzer : Coline
- 2020 : Médecin de nuit d'Élie Wajeman : Sofia
- 2020 : Le Discours de Laurent Tirard : Sonia
- 2020 : Particules fines (court métrage) d'Anne-Claire Jaulin : Delphine
- 2021 : Adieu monsieur Haffmann de Fred Cavayé : Blanche
- 2022 : La Page blanche de Murielle Magellan : Éloïse Leroy
- 2022 : Le Sixième Enfant de Léopold Legrand : Anna
- 2023 : Bernadette de Léa Domenach : Claude Chirac
- 2024 : Le Roman de Jim de Arnaud et Jean-Marie Larrieu : Olivia
- 2024 : Sur un fil de Reda Kateb : Clémence
- 2025 : French Lover de Nina Rives : Marion
- 2025 : La Venue de l'avenir de Cédric Klapisch : Odette

### Télévision
- 2008 : Marie et Madeleine de Joyce Buñuel (téléfilm) : Josy
- 2008 : Les Poissons marteaux d'André Chandelle (téléfilm) : Ella
- 2009 : L'Évasion de Laurence Katrian (téléfilm) : Julia
- 2010 : Le Roi, l'Écureuil et la Couleuvre de Laurent Heynemann (téléfilm) : Marie-Madeleine Fouquet
- 2014 : Les Fusillés de Philippe Triboit (téléfilm) : Marguerite
- 2015-2020 : Le Bureau des légendes d'Éric Rochant (série télévisée) : Marina Loiseau
- 2019 : Criminal: France (série télévisée) : Émilie Weber
- 2020 : Si tu vois ma mère de Nathanaël Guedj (téléfilm) : Ohiana
- 2022 : Tout va bien (mini-série télévisée) créée par Camille de Castelnau, réalisée par Éric Rochant, Xavier Legrand, Cathy Verney et Audrey Estrougo

### Doublage
- 2013 : Boule et Bill d'Alexandre Charlot et Franck Magnier : voix de Caroline
- 2021: Où est Anne Frank? d’Ari Folman: voix d'Anne Frank

### Réalisation
- 2018 : Le Rire médecin (documentaire)

## Théâtre
- 2005 : Les Monologues du vagin d'Eve Ensler, mise en scène Isabelle Rattier, Petit Théâtre de Paris
- 2007 : La Valse des pingouins de Patrick Haudecœur, mise en scène Jacques Décombe, Théâtre des Nouveautés
- 2008 : La Tectonique des sentiments d'Éric-Emmanuel Schmitt, mise en scène de l'auteur, Théâtre Marigny
- 2009 : La Nuit des rois de William Shakespeare, mise en scène Nicolas Briançon, Festival d'Anjou, Théâtre Comédia
- 2010 : Colombe de Jean Anouilh, mise en scène Michel Fagadau, Comédie des Champs-Élysées[21]
- 2011 : Colombe de Jean Anouilh, mise en scène Michel Fagadau, tournée
- 2012 : L'Alouette de Jean Anouilh, mise en scène de Christophe Lidon, au Théâtre Montparnasse
- 2013 : Zelda & Scott de et mise en scène Renaud Meyer, Théâtre La Bruyère
- 2016 : L'envol de Pierre Tré-Hardy, mise en scène Thierry Harcourt, La Pépinière-Théâtre
- 2024 : Le Syndrome de l'oiseau de Pierre Tré-Hardy, mise en scène Sara Giraudeau et Renaud Meyer, Théâtre du Petit-Saint-Martin

## Livre audio
- 2008 : Bonjour tristesse, de Françoise Sagan, 3h24, Audiolib, Paris.

## Distinctions

### Décorations
- Chevalière de l'ordre des Arts et des Lettres (2018)[22]

### Récompenses
- Molières 2007 : Molière de la révélation théâtrale pour La Valse des pingouins
- Prix Raimu de la comédie 2007 : Raimu de la révélation[1] pour La Valse des pingouins
- César 2018 : meilleure actrice dans un second rôle pour Petit paysan
- Festival du film francophone d'Angoulême 2022 : Valois de la meilleure actrice pour Le Sixième enfant partagé avec Judith Chemla[23]
- Molières 2023 : Molière de la comédienne dans un spectacle de théâtre public pour Le Syndrome de l'oiseau

### Nominations
- Prix Lumières 2016 : Prix Lumières du meilleur espoir féminin pour Les Bêtises
- César 2016 : César du meilleur espoir féminin pour Les Bêtises